# Oenanthe dubia
Oenanthe dubia е вид птица от семейство Muscicapidae.

## Разпространение
Видът е разпространен в Етиопия и Сомалия.